# 莫召奴
莫召奴為知名台灣電視布袋戲影集「霹靂布袋戲」中的角色，手持摺扇，相貌俊秀，溫文儒雅，知書達禮，居住在心築情巢，曾說過「心築情巢，夜不留客」被網友誤傳為女性角色，但實際上是男性。劇集之中經常緋聞不斷，也是第一位出寫真集的霹靂角色。

## 人物介紹

### 詩號
「有心無心，心在人間，多情薄情，情繫江湖」

### 身分
王者之路的「無形」，也是五方主星的「南朱雀」，但實際上是東瀛之人（原姓為花座），最初為阻止鬼祭將軍野心，取走金龍文詔遠渡中原，再為阻止東瀛進犯中原而回到東瀛，一生為民，卻不被東瀛人所諒解。

### 居所
心築情巢

### 素還真形容莫召奴
「你也不是簡單的人物。在吾所見的智慧者之中，歐陽上智狡獪、半尺劍深沉、青陽子豪邁中含有圓融、非凡公子貴氣中帶有傲骨……而你？你卻無法形容，處處高深莫測。」

## 生平

### 風暴時期
以黑榜之人九錫君好友身分出場，勸說九錫君以義理為先，不可再為難素還真，雖身在情巢之中，心繫江湖之事，自願成為中原與東瀛黑榜的溝通橋樑，後因性情相投與舞造論、龍眼佛、素還真三人結為兄弟。

### 爭王記時期
因天象異變，七星之主將要為禍武林，為助素還真度過死劫，莫召奴在正南方生宮之位重建心築情巢並成為南朱雀。
曾因指魔之事和非凡公子對上造成兩敗俱傷，後在毀地氣的行動中和非凡公子一起行動，在猜心園被天策真龍攔路，結果非凡公子自爆猜心園，莫召奴順利脫出。

### 開疆記時期
由於東瀛先鋒營進駐中原，為阻止東瀛對中原用兵，莫召奴返回東瀛尋找鬼祭將軍的遺物鬼之瞳，取得內中的血誓書讓各地領主聯名上書天皇，終止進攻的行動，期間與雪舟神無月、草一色共同患難結為好友，上書天皇後，雪舟神無月被解除軍籍，天皇也下令通緝莫召奴，三人最後與淵姬一同退隱海外。

## 武功招式
似是而非、心劍、柔和雲蹤步、乾坤之動、水波動蓮華、破龍形、送龍行、朱雀嘯天、朱雀火、炎炎動朱火、朱雀靈指、朱雀靈燄、鳳凰舞天闕、蝶蹤術、水之殤、扇化、風走、淩波水龍吟、水之濤、鳳聆雪鳴、風流暴

## 人際關係
- 未婚妻：良峰秀瀧(良峰貞義)
- 親姊：君夫人
- 姊夫：鬼祭將軍
- 外甥：鬼祭宗煌
- 結義兄弟：舞造論、龍眼佛、素還真
- 朋友：淚痕、九錫君、赫瑤、無情絲、樓沉沉、東陵少主、風隨行、十九爺、草一色、雪舟神無月、良峰貞義

## 名言錄
- 「吾並無任何高深莫測的特質，你看不出我對你隱瞞什麼，是因為吾無不可告人之心。」[1]
- 「哼！無實際行動的懺悔，是一種偽善！」[2]
- 「知交多情剖肝膽，利字有刃斷心腸。」[2]
- 「隨時勢而變、隨時勢而為，也是一種保身之道。」[3]

## 內部連結
- 霹靂布袋戲
- 素還真
- 布袋戲

## 外部連結
- 霹靂網 （页面存档备份，存于）
- 黃強華, 莫召奴完全接近寫真 （页面存档备份，存于）, 霹靂, 1999
- 世運擔重任 霹靂布袋戲現身 （页面存档备份，存于）, 自由時報, 2009-7-8
- 楊惠中, 淺談霹靂布袋戲操偶師的間接表演藝術 Archive.today的存檔，存档日期2015-03-24, 國立彰化師範大學台灣文學研究所
- 黃強華/原著,霹靂人物出場詩選析 （页面存档备份，存于）, 霹靂新潮社, 2013
- 台灣布袋戲表演藝術之美 （页面存档备份，存于）